# The Absence of Presence
The Absence of Presence é o décimo sexto álbum de estúdio da banda estadunidense de rock progressivo Kansas. O álbum deveria ter sido lançado originalmente em 26 de junho de 2020, mas devido a atrasos na fabricação, a data de lançamento foi adiada para 17 de julho de 2020. É o primeiro álbum do Kansas a contar com o tecladista Tom Brislin, e o último com o violinista David Ragsdale e o baixista Billy Greer. O guitarrista Zak Rizvi deixou a banda em abril de 2021, nove meses após o lançamento deste álbum, mas voltou em 2024.

## Contexto
| Críticas profissionais | Críticas profissionais |
| Avaliações da crítica  | Avaliações da crítica  |
| Fonte                  | Avaliação              |
| ---------------------- | ---------------------- |
| AllMusic               | [ 1 ]                  |

Diferente do disco anterior, The Prelude Implicit, The Absence of Presence foi escrito inteiramente pela banda. A maior parte das composições foram criadas pelos membros mais novos da banda, Zak Rizvi (que escreveu a música para 6 das 9 músicas) e Tom Brislin (que escreveu a música para as outras 3 músicas, além das letras para 6 músicas), com outras contribuições líricas de Ronnie Platt (2 músicas) e do membro fundador Phil Ehart (4 músicas). Ehart também criou o título do álbum, assim como pelo menos três dos títulos das músicas (a faixa-título, "Throwing Mountains", e "Animals on the Roof"), o que deu a Brislin um conceito para trabalhar. The Absence of Presence marca a estreia do vocal principal de Brislin, deixando a banda com três vocalistas principais, uma característica não vista desde Somewhere to Elsewhere . As sessões de gravação do álbum ocorreram simultaneamente a turnês da banda.

## Lista de faixas
| Faixas de The Absence of Presence |                           |                         |                |         |  |
| N.º                               | Título                    | Letras                  | Música         | Duração |  |
| 1.                                | "The Absence of Presence" | Tom Brislin, Phil Ehart | Zak Rizvi      | 8:22    |  |
| 2.                                | "Throwing Mountains"      | Brislin, Ehart          | Rizvi          | 6:18    |  |
| 3.                                | "Jets Overhead"           | Brislin                 | Rizvi          | 5:17    |  |
| 4.                                | "Propulsion 1"            | Instrumental            | Brislin        | 2:17    |  |
| 5.                                | "Memories Down the Line"  | Brislin                 | Brislin        | 4:38    |  |
| 6.                                | "Circus of Illusion"      | Ronnie Platt            | Rizvi          | 5:19    |  |
| 7.                                | "Animals on the Roof"     | Brislin, Ehart          | Rizvi          | 5:12    |  |
| 8.                                | "Never"                   | Platt, Ehart            | Rizvi          | 4:50    |  |
| 9.                                | "The Song the River Sang" | Brislin                 | Brislin        | 5:05    |  |
| Duração total:                    | Duração total:            | Duração total:          | Duração total: | 47:21   |  |

## Créditos
- Ronnie Platt – vocal principal
- Rich Williams – guitarras elétricas, violões, coprodução
- Zak Rizvi – guitarra elétrica, vocais de apoio, produção e mixagem
- Tom Brislin – teclados, vocais e apoio, vocais principais em "The Song the River Sang"
- David Ragsdale – violino, vocais de apoio
- Billy Greer – baixo e vocais de apoio
- Phil Ehart – bateria, percussão, coprodução

## Paradas
| Parada (2020)                                 | Maior colocação |
| --------------------------------------------- | --------------- |
| Áustria (Ö3 Austria Top 40)                   | 34              |
| Bélgica (Ultratop Flandres)                   | 110             |
| Bélgica (Ultratop Valônia)                    | 44              |
| Países Baixos (Dutch Charts)                  | 50              |
| Finlândia (Suomen virallinen lista)           | 39              |
| França (SNEP)                                 | 133             |
| Alemanha (Offizielle Deutsche Charts)         | 7               |
| Hungria (MAHASZ)                              | 37              |
| Japão (Oricon)                                | 79              |
| Escócia (Official Scottish Albums)            | 39              |
| Espanha (PROMUSICAE)                          | 79              |
| Suécia (Sverigetopplistan)                    | 51              |
| Suíça (Schweizer Hitparade)                   | 4               |
| Reino Unido (UK Rock & Metal Albums)          | 2               |
| Estados Unidos (Billboard Independent Albums) | 32              |
| Estados Unidos (Top Rock Albums)              | 31              |
| Estados Unidos (Top Tastemaker Albums)        | 12              |